# Itchycoo Park
Singles de Small Faces
Here Come the Nice
(1967) Tin Soldier
(1967)
Itchycoo Park est une chanson du groupe Small Faces, écrite par Steve Marriott et Ronnie Lane. En grande partie écrite par Lane, c'est l'un des premiers enregistrements musicaux à présenter le flanger, un effet à l'époque rendu possible par des procédés électromécaniques. Le single sorti en 1967 ne figure sur aucun de leurs albums britanniques, mais est cependant présente sur la sortie nord-américaine There Are But Four Small Faces.
L'emplacement et l'étymologie de ce fameux parc à l'est de Londres font l'objet de nombreuses spéculations.
La chanson est reprise par plusieurs autres artistes, notamment par le groupe anglais M People en 1995, dont l'interprétation dance de la chanson atteint la 11e place au Royaume-Uni.

## Historique
Sorti le 4 août 1967 chez Immediate Records, Itchycoo Park est le 5e titre des Small Faces classé dans le Top 10 du UK Singles Chart, atteignant la 3e place. Avec Lazy Sunday, Tin Soldier et All or Nothing, la chanson est l'un des plus grands succès du groupe et est devenue un classique de cette époque. C'est le seul hit des Small Faces classé dans le top 40 aux États-Unis, atteignant la 16e place du Billboard Hot 100 au début de 1968. En Europe continentale, la chanson atteint le Top 10 dans plusieurs pays, tandis qu'au Canada et en Nouvelle-Zélande, elle se classe no 1. Le single est réédité le 13 décembre 1975, atteignant la 9e place du classement des singles britanniques, et ce succès est souvent avancé pour être la raison de la réunion des Small Faces au milieu des années 1970.
Un sondage des lecteurs du magazine musical britannique NME classe Itchycoo Park no 62 parmi « les 100 meilleurs singles de tous les temps ».
La chanson est l'un des premiers singles pop à utiliser le flanger, un effet qui peut être entendu sur la batterie dans le pont après chaque refrain. La plupart des sources attribuent l'utilisation de l'effet à George Chkiantz, l'ingénieur du son des Studios Olympic, qui le montre à l'ingénieur régulier des Small Faces, Glyn Johns ; celui-ci le présente à son tour au groupe, qui est toujours à la recherche de sons innovants, et accepte facilement son utilisation sur le single.
Bien que de nombreux appareils soient rapidement créés pour produire le même effet par des moyens purement électroniques, l'effet utilisé sur Itchycoo Park est à l'époque un processus de studio électromécanique. La version originale du single est mixée et masterisée en mono, et l'effet de phasing est plus prononcé dans le mix mono que dans le mix stéréo ultérieur.

## Inspiration
La chanson est d'abord pensée et en grande partie écrite par Ronnie Lane, qui a lu un dépliant sur les vertus d'Oxford qui mentionnait ses « flèches de rêve ».

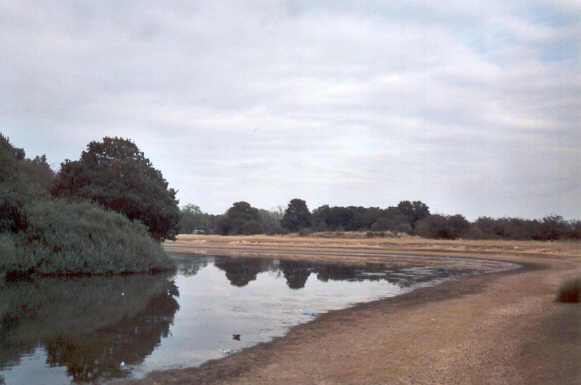
Photo de Wanstead Flats, Londres E12 près de la maison de Marriott à Manor Park.

Un certain nombre de sources affirment que le titre de la chanson est dérivé du surnom de Little Ilford Park, sur Church Road dans la banlieue londonienne de Manor Park, où le chanteur et compositeur de Small Faces Steve Marriott a grandi. Le surnom itchycoo est, quant à lui, attribué aux orties qui y poussent (l'adjectif itchy signifie « qui démange »). D'autres sources citent Wanstead Flats à Wanstead comme la source d'inspiration pour la chanson.
Ronnie Lane déclare à propos du véritable emplacement d'Itchycoo Park : « C'est un endroit où nous allions à Ilford il y a des années. Un type que nous connaissons nous l'a suggéré parce que c'est plein d'orties et que tu n'arrêtes pas de te gratter en fait ».
Dans une autre interview, Steve Marriott déclare qu'Itchycoo Park se situe à Valentines Park à Ilford. « Nous avions l'habitude d'y aller et de nous faire piquer par des guêpes. C'est comme ça qu'on l'appelait ». Cela est confirmé par l'acteur Tony Robinson, un ami d'enfance de Marriott.
Le terme Itchy-coo apparaît également dans la langue écossaise à partir des années 1950 environ. 
Itchy Park fait référence aux terrains de Christ Church, Spitalfields dans l'East End de Londres, aménagés en jardins en 1890.

Marriott et Tony Calder, le manager des Small Faces, relatent l'histoire bien connue lorsque Marriott a appris que la BBC avait interdit la chanson pour ses références manifestes à la drogue :

« Nous avons fabriqué l'histoire ensemble, nous avons dit à la BBC qu'Itchycoo Park était un terrain vague dans l'East End où le groupe avait joué quand il était enfant - nous avons sorti l'histoire à dix heures et à midi, on nous a dit que l'interdiction était levée. »

Steve Marriott dit un jour à propos de The Small Faces : « (Nous) étions un mélange de R&B et de music-hall. Le R&B est venu de Détroit, le music-hall de Stepney. C'est de ça qu'il s'agit dans Itchycoo Park… boire un verre et faire la fête ».

## Personnel
Selon les notes de pochette du remaster 7" de 2012 :
Small Faces
- Steve Marriott — chant principal et chœur, guitare
- Ronnie Lane — chœurs, guitare basse
- Ian McLagan — chœurs, orgue, piano
- Kenney Jones — batterie, percussions

Musicien additionnel
- Big Jim Sullivan — guitare à 12 cordes[17]

## Classements

### Classements hebdomadaires
| Palmarès (1967-1968)                          | Position |
| --------------------------------------------- | -------- |
| Allemagne (RFA) - Media Control Singles Chart | 17       |
| Australie - Kent Music Report                 | 2        |
| Belgique - Ultratop 50 (Flandres)             | 19       |
| Belgique - Ultratop 50 (Wallonie)             | 21       |
| Canada - RPM Top Singles                      | 1        |
| États-Unis - Billboard Hot 100                | 16       |
| États-Unis - Cash Box 100                     | 13       |
| États-Unis - Record World 100                 | 12       |
| Finlande - Suomen virallinen lista            | 38       |
| Italie - FIMI (I'm Only Dreaming)             | 75       |
| Norvège - VG-lista                            | 4        |
| Nouvelle-Zélande - New Zealand Listener       | 1        |
| Pays-Bas - Single Top 100                     | 3        |
| Royaume-Uni - UK Singles Chart                | 3        |

| Palmarès (1976)                           | Position |
| ----------------------------------------- | -------- |
| Belgique - Ultratop 50 Singles (Flandres) | 21       |
| Irlande - Irish Singles Chart             | 8        |
| Royaume-Uni - UK Singles Chart            | 9        |

### Classements annuels
| Palmarès (1967)                | Position |
| ------------------------------ | -------- |
| Royaume-Uni - UK Singles Chart | 33       |

| Palmarès (1968)           | Position |
| ------------------------- | -------- |
| Canada - RPM 100          | 59       |
| États-Unis - Cash Box 100 | 77       |

## Certification
| Région                                                                                                 | Certification | Ventes/Streams |
| --- | ------------- | -------------- |
| Royaume-Uni (BPI)                                                                                      | Argent        | 0‡             |
| *Ventes selon la certification ^Mise en rayon selon la certification xNon précisé par la certification |               |                |

## Version de M People
Singles de M People
Love Rendezvous
(1995) Just for You
(1997)
Le groupe britannique M People sort une version dance d'Itchycoo Park en novembre 1995. Ce morceau est le 2e single extrait de Bizarre Fruit II (1995), la version rééditée et augmentée de leur album de 1994, Bizarre Fruit. Celui-ci culmine au no 11 dans le UK Singles Chart et est remixé par David Morales. La chanson atteint également la 21e place en Nouvelle-Zélande, la 24e en Islande, la 27e en Australie et la 22e de l'Eurochart Hot 100.

### Réception critique
Le journal écossais Aberdeen Press and Journal qualifie la chanson de « rafraîchissante ». Jose F. Promis d'AllMusic la considère comme une « version épique ». Larry Flick de Billboard note que la chanteuse Heather Small « passe à travers » la reprise avec « un mélange fluide d'esprit rusé et d'élégance sophistiquée ». Il  ajoute : « Sa manière distinctive avec une parole est l'étoffe des futures légendes ». Un critique de Music & Media estime que « les chouchous des charts M People ont retravaillé ce classique de Small Faces avec des mesures égales de rythmes dance, un son de piano entre Billy Joel et River Of Dreams et de merveilleuses nuances de gospel. Leurs arrangements innovants les emmèneront haut dans les charts ».

### Liste des pistes
| 1. | Itchycoo Park (Radio Edit)                     | 3:52 |
| 2. | Itchycoo Park (M People Master Mix)            | 6:42 |
| 3. | Itchycoo Park (Morales Classic Club Mix)       | 7:52 |
| 4. | Itchycoo Park (Hed Boys Post-op Mix)           | 9:04 |
| 5. | Itchycoo Park (Morales Beautiful Instrumental) | 6:22 |

### Classements hebdomadaires
| Palmarès (1995)                         | Position |
| --------------------------------------- | -------- |
| Allemagne - Official German Charts      | 55       |
| Australie - Kent Music Report           | 27       |
| Écosse - OCC                            | 11       |
| Europe - Eurochart Hot 100 Singles      | 22       |
| Irlande - Irish Singles Chart           | 16       |
| Islande - Íslenski Listinn Topp 40      | 24       |
| Nouvelle-Zélande - New Zealand Listener | 21       |
| Pays-Bas - Nederlandse Top 40           | 14       |
| Pays-Bas - Single Top 100               | 4        |
| Royaume-Uni - UK Singles Chart          | 11       |
| Royaume-Uni - UK Dance Chart            | 7        |

## Utilisations et autres versions notables
Itchycoo Park  est reprise par plusieurs autres artistes, parmi lesquels on trouve notamment :
- 1993 : le groupe de heavy metal Quiet Riot sur son album Terrified.
- 1996 : le chanteur australien Ben Lee pour la bande originale du film I Shot Andy Warhol.
- 1996 : la chanteuse Tasmin Archer en bonus de l'édition japonaise de l'album Bloom.
- 2015 : Nellie McKay sur My Weekly Reader..
- 2015 : le supergroupe Hollywood Vampires sur son premier album homonyme.

La chanson peut être entendue dans les films Le Septième Ciel en 1997, Honest en 2000, Severance en 2006 et Les Chèvres du Pentagone en  2009, ainsi que dans le documentaire Le Peuple de l'herbe en 1999.